# Antepipona cingulifera
Antepipona cingulifera är en stekelart som först beskrevs av Walker 1871.  Antepipona cingulifera ingår i släktet Antepipona och familjen Eumenidae. Inga underarter finns listade i Catalogue of Life.